# Mercedes MGP W01
Mercedes MGP W01 — гоночный автомобиль с открытыми колёсами команды Mercedes-Benz.

## Презентация
Презентация раскраски болида прошла 25 января 2010 года в музее Mercedes-Benz в Штутгарте. На мероприятии использовалось прошлогоднее шасси Brawn BGP 001 раскрашенное в исторический серебристый цвет, напоминающий о "серебряных стрелах" Mercedes-Benz прошлого века.
Новое шасси было представлено на тестах в Валенсии 1 февраля 2010 года.

## История выступлений

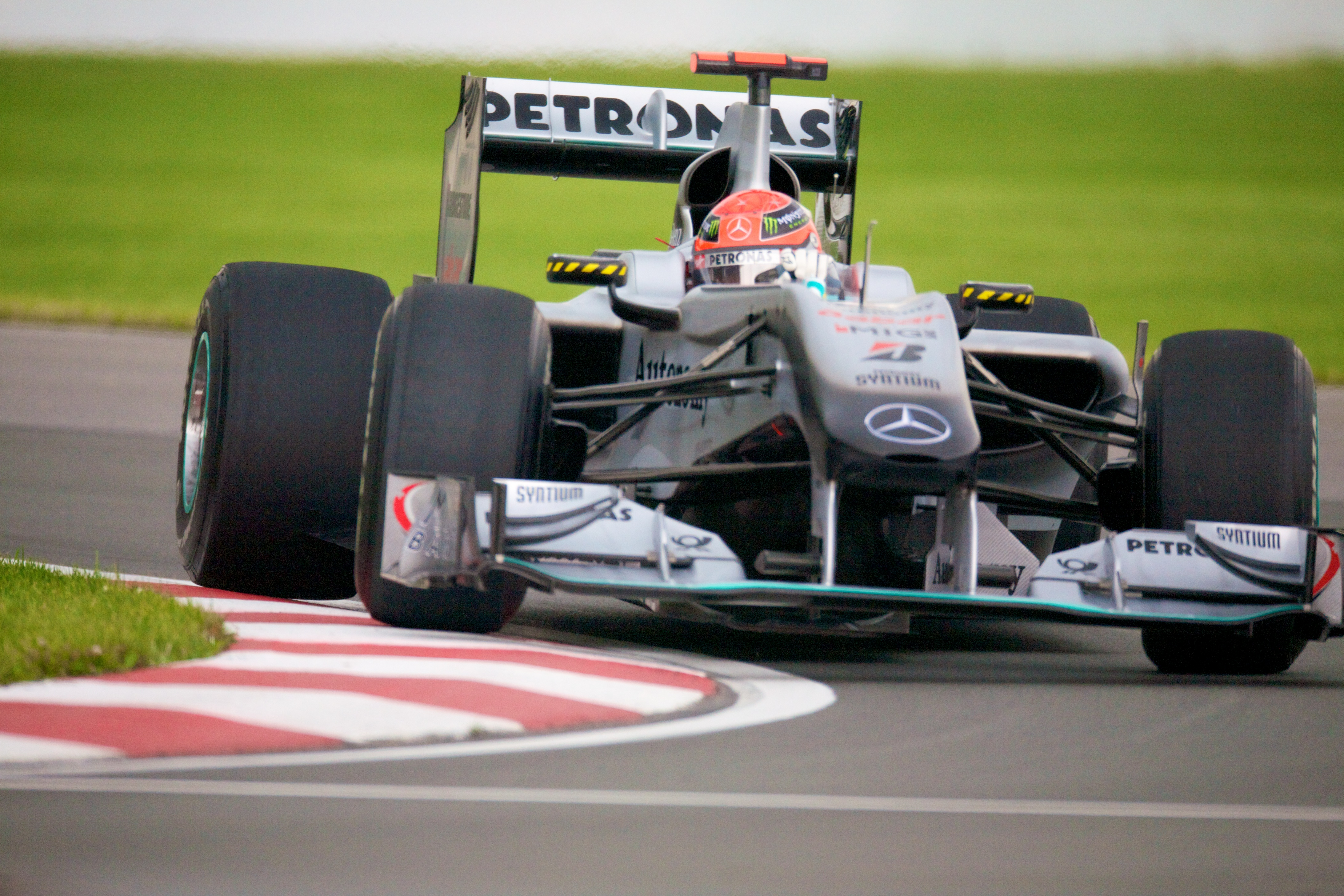
Михаэль Шумахер управляет MGP W01 на Гран-при Канады 2010 года.

На первой квалификации сезона в Бахрейне, команда не смогла повторить достижения Гран-при Франции 1954 года, когда в первой же гонке Хуан-Мануэль Фанхио и Карл Клинг оккупировали первый ряд стартового поля, но Нико Росберг и Михаэль Шумахер смогли пройти в третий сегмент, заняв там четвёртое и восьмое места. А в гонке в отличие от той же первой гонки Формулы-1 в истории Mercedes, где у Фанхио с Клингом был дубль, Росберг и Шумахер финишировали лишь пятым и шестым соответственно.
В целом, болид получился довольно средним. На отдельных Гран При пилоты «серебряных стрел» могли давать бой соперникам из Ferrari, McLaren и Red Bull Racing, но в целом Mercedes был на уровне середняков в том сезоне. 

## Результаты выступлений в Формуле-1
| Легенда к таблице |                                                                    |
| --- | ------------------------------------------------------------------ |
| В таблице перечислены результаты всех Гран-при Формулы-1, в которых использовался автомобиль. Строками таблицы являются сезоны, столбцами — этапы чемпионата мира. В каждой клетке указаны сокращённое название этапа и результат, дополнительно обозначенный цветом. Расшифровка обозначений и цветов представлена в нижеследующей таблице. |                                                                    |
| \| Пример \| Описание \| \| ------------ \| ------------------------------------------------------------------ \| \| 1 \| Победитель \| \| 2 \| Второе место \| \| 3 \| Третье место \| \| 5 \| Финишировал, заработав очки \| \| Сход \| Не финишировал, но при этом заработал очки \| \| 12 \| Финишировал, не получив очков \| \| НКЛ \| Финишировал, но не попал в финальную классификацию \| \| 15 \| Участвовал вне зачёта, либо по отдельной классификации \| \| 18 \| Не финишировал, но попал в финальную классификацию \| \| Сход \| Не финишировал \| \| НКВ \| Не прошёл квалификацию \| \| НПКВ \| Не прошёл предквалификацию \| \| ДСК \| Дисквалифицирован \| \| ИСК \| Исключён из протокола соревнований \| \| ТТ \| Заявлен для участия только в тренировках \| \| НС \| Участвовал в квалификации, но не стартовал в гонке \| \| Т \| Травмирован или болен \| \| ОТК \| Отказ от участия \| \| НТР \| Прибыл на соревнования, но на трассу не выезжал \| \| НПР \| Был заявлен в числе участников, но не прибыл к началу соревнований \| \| О \| Соревнования отменены \| \| \| Не участвовал \| \| Поул-позиция \| \| \| Быстрый круг \| \| |                                                                    |
| Пример | Описание                                                           |
| 1 | Победитель                                                         |
| 2 | Второе место                                                       |
| 3 | Третье место                                                       |
| 5 | Финишировал, заработав очки                                        |
| Сход | Не финишировал, но при этом заработал очки                         |
| 12 | Финишировал, не получив очков                                      |
| НКЛ | Финишировал, но не попал в финальную классификацию                 |
| 15 | Участвовал вне зачёта, либо по отдельной классификации             |
| 18 | Не финишировал, но попал в финальную классификацию                 |
| Сход | Не финишировал                                                     |
| НКВ | Не прошёл квалификацию                                             |
| НПКВ | Не прошёл предквалификацию                                         |
| ДСК | Дисквалифицирован                                                  |
| ИСК | Исключён из протокола соревнований                                 |
| ТТ | Заявлен для участия только в тренировках                           |
| НС | Участвовал в квалификации, но не стартовал в гонке                 |
| Т | Травмирован или болен                                              |
| ОТК | Отказ от участия                                                   |
| НТР | Прибыл на соревнования, но на трассу не выезжал                    |
| НПР | Был заявлен в числе участников, но не прибыл к началу соревнований |
| О | Соревнования отменены                                              |
| | Не участвовал                                                      |
| Поул-позиция |                                                                    |
| Быстрый круг |                                                                    |

| Год  | Команда                      | Мотор               | Шины | Пилоты  | 1   | 2   | 3    | 4   | 5   | 6   | 7   | 8   | 9   | 10  | 11  | 12   | 13  | 14  | 15  | 16  | 17   | 18  | 19   | Место | Очки |
| ---- | ---------------------------- | ------------------- | ---- | ------- | --- | --- | ---- | --- | --- | --- | --- | --- | --- | --- | --- | ---- | --- | --- | --- | --- | ---- | --- | ---- | ----- | ---- |
| 2010 | Mercedes GP Petronas F1 Team | Mercedes FO 108X V8 | B    |         | БАХ | АВС | МАЛ  | КИТ | ИСП | МОН | ТУР | КАН | ЕВР | ВЕЛ | ГЕР | ВЕН  | БЕЛ | ИТА | СИН | ЯПО | КОР  | БРА | АБУ  | 4     | 214  |
| 2010 | Mercedes GP Petronas F1 Team | Mercedes FO 108X V8 | B    | Шумахер | 6   | 10  | Сход | 10  | 4   | 12  | 4   | 11  | 15  | 9   | 9   | 11   | 7   | 9   | 13  | 6   | 4    | 7   | Сход | 4     | 214  |
| 2010 | Mercedes GP Petronas F1 Team | Mercedes FO 108X V8 | B    | Росберг | 5   | 5   | 3    | 3   | 13  | 7   | 5   | 6   | 10  | 3   | 8   | Сход | 6   | 5   | 5   | 17† | Сход | 6   | 4    | 4     | 214  |

† Не финишировал, но был классифицирован, т.к. преодолел более 90% дистанции.